# Леди Абди
Леди Абди (англ. Lady Iya Abdy, урождённая Ия Григорьевна Ге; 1897, Славянск — 1992, Франция) — американская и французская актриса, модель и светская львица 1930-х годов, потомок русского художника Николая Ге, муза Алексея Николаевича Толстого.

## Биография
Отец — Григорий Григорьевич Ге, актёр и драматург, племянник Н. Н. Ге. Мать — Анна Ивановна Ге (урожд. Новикова, во втором браке замужем за Георгием Ивановичем Вуичем; 1881—1949), драматическая актриса; в эмиграции во Франции, одна из владелиц Дома белья и моды «Анек» (Париж), для которого Ия делала эскизы сумок-мешков.
Родители разошлись, когда Ие было пять лет, а её брату Григорию — три. При разводе брат остался с отцом, а Ия — с матерью; она воспитывалась в семье отчима, который, выйдя в отставку, работал секретарем Теляковского в Дирекции Императорских театров.
Живя в Петербурге, Ия была воспитанницей Павловского института. Война застала их с матерью в Германии, откуда им удалось переехать в Швейцарию, где Ия училась в школе для девочек в Лозанне.
Первый муж Ии — голландский бизнесмен Геррит Йонгеянс, консул Голландии в Петербурге. В браке родились дочь и сын.  Сын — Джордж Гейнс (1917—2016) — впоследствии стал актёром; наиболее известен по роли коменданта Эрика Лассарда из «Полицейской академии» (персонаж, который появляется во всех семи фильмах этой серии); ранее создал в картине «Тутси» яркий комедийный образ пожилого ловеласа — актёра Джона ван Хорна.
Во Франции Ия Ге впервые оказалась в 1921 году.
С 23 июня 1923 по 1928 год была замужем за пятым баронетом сэром Робертом Генри Эдвардом Абди (англ. Sir Robert Henry Edward Abdy, 5th Baronet, 1896—1976), коллекционером.
Леди Абди была достаточно известной личностью в мире модного Парижа. Её фотографии, сделанные Георгием Гойнинген-Гюне, не раз появлялись в журнале «Vogue»,на страницах которого Ию Абди называли «одной из красавиц иностранного общества в Париже».  Также её снимки делал известный фотомастер Ман Рей.
Во время одного из ужинов у Миси Серт Ия познакомилась с Габриэль Шанель и стала работать у неё моделью.
Снималась в фильме «Ирландские сердца» (1934) режиссёра Брайана Десмонда Хёрста, выступала в спектакле «Царь Эдип» (1936), сыграла главную роль в пьесе «Сенсо» П. П. Сувчинского в театре «Фоли-Ваграм».

Зимой 1937 года леди Абди приезжала в Советский Союз, чтобы повидаться с больным отцом. Она посетила Москву и Ленинград.  Вот как она сама вспоминала об этом:  
«Я в детстве жила в Петербурге и никогда до революции в Москве не бывала. В 1937 году, незадолго до начала войны, поехала в Россию. Отец был разбит параличом и вдруг вспомнил, что у него в Париже есть дочь. Тогда я впервые увидела Москву — очень грустное зрелище! Была зима, все покрыто снегом, и мой отель "Метрополь" находился недалеко от Кремля. По улицам ходила черная толпа, а я смотрела в окно и видела Кремль весь в снегу. Мне было очень грустно. Один венгерский журналист спросил меня: "А что же вы хотите, чтобы Москва показала вам ванные комнаты в общежитиях для рабочих или в коммунальных квартирах?" Он намекал на бедность советских людей. Потом поездом я поехала в Петербург. Очень красивая дорога — мохнатые ели в снегу, а поезд — как в старое русское время! Самовары и чай в каждом вагоне. В каждом купе все мужчины очень приличные. В моем ехали трое очень аккуратных мужчин. Мне сказали, что женских купе не было. Эти господа всегда выходили, когда я ложилась и вставала. Странные джентльмены для советского времени!»
Во время Второй мировой войны была арестована по подозрению в шпионаже в пользу Италии, а после оккупации Парижа нацистами выслана в Виши.
В конце войны тесно сотрудничала с советской миссией по репатриации русских пленных. После войны Ия Абди уехала в США, а оттуда — в Мексику. Во Францию она вернулась только в 1970-е годы.
Умерла в больнице дома для престарелых в Канно, близ Ниццы, осенью 1992 года.